# Jimmy Webb
Jimmy Layne Webb (Elk City, 15 augustus 1946) is een Amerikaans liedjesschrijver, componist en zanger. Hij schreef talrijke songs die platina-verkoopcijfers bereikten, zoals "Up, Up and Away", "By the Time I Get to Phoenix", Wichita lineman, "Galveston", "The Worst That Could Happen", "All I Know", en "MacArthur Park". Hij heeft succesvol samengewerkt met Glen Campbell, Michael Feinstein, Linda Ronstadt, The 5th Dimension, Art Garfunkel, en Richard Harris.
Webb werd in 1986 opgenomen in de Songwriters Hall of Fame en in 1990 in de Nashville Songwriters Hall of Fame. Hij ontving de "Lifetime Achievement Award" van de National Academy of Songwriters in 1993, de "Johnny Mercer Award" van de Songwriters Hall of Fame in 2003, de ASCAP "Voice of Music" Award in 2006, en de Ivor Novello Special International Award in 2012. Volgens BMI was zijn nummer By the Time I Get to Phoenix de op twee na meest uitgevoerde song in de vijftig jaar tussen 1940 en 1990.
Webb is de enige artiest die Grammy Awards kreeg voor zowel muziek, teksten als orkestratie.

## Jeugd
Webb werd geboren op 15 augustus 1946 in Elk City, Oklahoma. Zijn vader, Robert Lee Webb, was een baptistisch predikant en voormalig lid van het United States Marine Corps. Onder aanmoediging van zijn moeder leerde hij piano en orgel spelen, op de leeftijd van 12 speelde hij in het koor in de kerken waar zijn vader preekte. Daarbij speelde zijn vader gitaar en zijn moeder accordeon. Hij groeide op in een behoudend religieus milieu waar zijn vader het luisteren naar de radio thuis beperkte tot countrymuziek en praisemuziek.
In de late jaren '50 begon hij zijn creativiteit toe te passen op de muziek die hij in de kerk speelde, vaak improviseerde hij en paste de gezangen aan. Hij begon religieuze songs te schrijven maar zijn muzikale richting werd snel beïnvloed door andere muziek die hij op de radio hoorde, zoals die van Elvis Presley. In 1961, op de leeftijd van 14, kocht hij zijn eerste plaat, "Turn Around, Look at Me", van Glen Campbell.
In 1963 verhuisde het gezin naar Zuid-Californië, waar Jimmy aan het San Bernardino Valley College muziek ging studeren. Zijn moeder overleed in 1964 op 36-jarige leeftijd na een ziekte van enkele maanden. Jimmy was toen bijna 18. Hierna keerde zijn vader met de vier jongere kinderen terug naar Oklahoma. Jimmy besloot in Californië te blijven om zijn muziekstudie te vervolgen en een toekomst als songwriter in Los Angeles na te streven. Webb zou zich later herinneren dat zijn vader hem waarschuwde voor zijn muzikale aspiraties, zeggende: "This songwriting thing is going to break your heart." Toen zijn zoon vastbesloten bleek legde hij zich erbij neer.

## Carrière

### Eerste successen, 1965–1969
Hij begon met de transcriptie van door anderen geschreven muziek voor een kleine uitgever in Hollywood. Daarna kreeg Webb een songwriting contract bij Jobete Music, de uitgeverstak van Motown Records. De eerste commerciële opname van een lied van hem was "My Christmas Tree" door The Supremes, dat verscheen op hun album uit 1965, Merry Christmas. Het jaar daarop ontmoette Webb zanger en producer Johnny Rivers, met wie hij een publishingdeal sloot en die de song "By the Time I Get to Phoenix" op zijn album Changes uit 1966 opnam. In 1967 bracht Rivers Rewind uit, een album met zeven songs van Jimmy Webb, onder andere "Do What You Gotta Do" en "Tunesmith", dat ook werd opgenomen door Vikki Carr op haar album It Must Be Him. Datzelfde jaar vroeg Rivers om materiaal voor een nieuwe groep waarvoor hij produceerde, The 5th Dimension. Webb droeg vijf songs bij aan hun debuutalbum, Up, Up and Away, waarvan in mei 1967 de titelsong als single werd getrokken en die de top-tien bereikte. Het volgende album van de groep, The Magic Garden, werd ook in 1967 uitgebracht met daarop elf songs van Webb, waaronder "The Worst That Could Happen".
In november 1967 bracht Glen Campbell zijn versie van "By the Time I Get to Phoenix" uit, die in de Billboard nr. 26 bereikte. Bij de toekenning van de Grammy Awards in februari 1968 werd Up, Up and Away de plaat van het jaar (1967). Up, Up and Away en "By the Time I Get to Phoenix" ontvingen samen acht Awards. Webbs succes als nieuwe songwriter onderstreepte wat het centrale dilemma in zijn carrière zou worden. Terwijl zijn melodieën en orkestraties werden omarmd door het grote publiek, richtten zijn collega's zich meer op alternatieve stromingen. Webb liep daarmee vergeleken enigszins uit de pas.
In 1968 erkende Time zijn veelzijdigheid, professionaliteit en "talent voor gevarieerde ritmes, inventieve structuren, en rijke harmonieën." Zijn reeks van succesvolle songs zette zich in 1968 voort met The 5th Dimension's "Paper Cup" en "Carpet Man" die in de Top 40 kwamen en Glen Campbell's "Wichita Lineman" met meer dan een miljoen verkochte exemplaren. Johnny Maestro & the Brooklyn Bridge scoorden een gouden plaat met "The Worst That Could Happen", eerder opgenomen door The 5th Dimension. Webb formeerde dat jaar zijn eigen productie- en uitgeversbedrijf, Canopy, en scoorde een hit met zijn eerste plaat, een album waarop de Ierse acteur Richard Harris uitsluitend liedjes van Jimmy Webb zong. Eén ervan, "MacArthur Park", was een lang, complex nummer dat oorspronkelijk was afgewezen door de groep The Association. Ondanks de lengte van 7 minuten 20' bereikte het in juni 1968 nr. 2 op de Billboard Hot 100. Het album van Harris, A Tramp Shining stond bijna een jaar op de hitlijsten. Webb en Harris produceerden een vervolgalbum, The Yard Went On Forever, dat ook succesvol werd. Bij de Grammy Awards van 1969, ontving Webb onderscheidingen voor "By the Time I Get to Phoenix," "Wichita Lineman," en "MacArthur Park."
In 1969 zette Glen Campbell de serie van Jimmy Webb voort met de gouden plaat "Galveston" en "Where's the Playground Susie". Webb en Campbell hadden elkaar voor het eerst ontmoet bij het maken van een commercial voor General Motors. Webb kwam op de opnamesessie met zijn haar op Beatle-lengte waarbij de conservatieve zanger van zijn gitaar opkeek en zei: "ga naar de kapper". In datzelfde jaar werden twee songs van Webb voor de tweede keer een hit in de soulversie van Isaac Hayes: "By the Time I Get to Phoenix" en Waylon Jennings' Grammy-winnende country versie van "MacArthur Park". Webb schreef en produceerde aan het eind van het jaar het eerste album van Thelma Houston, Sunshower. Rond 1970 begon hij meer met muziek te experimenteren. Hij maakte een semi-autobiografische musical genaamd His Own Dark City, die moest weergeven dat hij emotioneel niet goed in zijn vel zat. Ook schreef hij muziek voor de films How Sweet It Is! en Tell Them Willie Boy Is Here.

### Zanger-songwriter jaren, 1970–1982
- Zijn carrière als zanger-tekstschrijver begon met een valse start met het album Jim Webb Sings Jim Webb (Epic Records, 1968). Het was een poging de sound van "MacArthur Park" na te bootsen met volgens Webb producers en musici met weinig kwaliteit.[9]
- In 1970 bracht hij het album Words and Music uit, met eigen songs. Rolling Stone-redacteur Jon Landau noemde het nummer "P.F. Sloan", over zijn collega met die naam, een meesterwerk dat niet verbeterd kan worden.[10] Coverversies ervan werden onder andere gemaakt door The Association, Jennifer Warnes en Rumer.
- And So: On (1971) sprak de critici evenzeer aan. Rolling Stone noemde het voor Webb een flinke stap naar de voorgrond.
- Letters (1972), met zijn eigen vertolking van "Galveston", ontving soortgelijke lof. Muziekcritici noemden Letters het meest verrassende en veelzijdige album van zijn eerste solo-lp's.[11] In een review schreef Peter Reilly van Stereo Review: "Jimmy Webb is de belangrijkste popmusicus die sinds Bob Dylan opkwam."[6]
- Land's End (1974). In tegenstelling tot zijn vorige albums was hij in staat een zwaardere begeleiding op Land's End te krijgen. De opnames werden in Engeland gedaan met een sessieband waarin onder andere Joni Mitchell, Ringo Starr, en Nigel Olsson speelden.[12] Webb bleef zich als zanger verbeteren maar had als solo-artiest "nog onvoldoende eigen identiteit".[12]
- El Mirage (1977), geproduceerd door George Martin, was zijn "meest gepolijste werk tot dan als performer".[13] William Ruhlmann noemde het een excellent voorbeeld van de 'West Coast pop'-stijl.[13] Het nummer "The Highwayman" werd later een nr. 1 country hit voor Waylon Jennings, Willie Nelson, Johnny Cash en Kris Kristofferson, die hun groep The Highwaymen naar de song noemden. Hun versie won een Grammy Award voor Best Country Song.[13] Ondanks de positieve kritieken slaagde El Mirage er niet in Webb als performer neer te zetten zoals hij had gehoopt.[13]
- Angel Heart (1982). Ook nu werd gebruik gemaakt van de talenten van de beste sessiemuzikanten van Los Angeles om een West Coast popsound te bereiken, samen met gastzangers Gerry Beckley, Michael McDonald, Graham Nash, Kenny Loggins, Daryl Hall, en Stephen Bishop.[14] Het ontbrak bij Angel Heart echter aan de kwaliteit die men van de componist kende. Ondanks de gepolijste opnames kende het album weinig hoogtepunten.[14] Er zouden tien jaar voorbijgaan voor hij zijn volgende solo-album zou uitbrengen.

In deze periode werden zijn songs geregeld opgenomen door de bekendste artiesten. In 1972 produceerde hij het laatste album van The Supremes met Jean Terrell als leadzangeres, The Supremes Produced and Arranged by Jimmy Webb. In 1977 telde het album Watermark van Art Garfunkel uitsluitend songs van Webb. In 1978 stond de discoversie van "MacArthur Park" door Donna Summer drie weken nummer één op de Amerikaanse hitlijsten. In 1980 nam Thelma Houston diverse nummers op haar album Breakwater Cat op. Leah Kunkel zette "Never Gonna Lose My Dream of Love Again" en "Let's Begin" op haar album I Run with Trouble. Tanya Tucker zette "Tennessee Woman" op haar album Dreamlovers.
In 1981 nam Art Garfunkel "Scissors Cut", "In Cars", en "That's All I've Got to Say" op voor zijn album Scissors Cut, en Arlo Guthrie nam "Oklahoma Nights" op. In 1982 nam Linda Ronstadt "The Moon Is a Harsh Mistress" en "Easy for You to Say" op voor haar album Get Closer. Joe Cocker vertolkte "Just Like Always" op het album Sheffield Steel, en The Everly Brothers zetten "She Never Smiles Anymore" op Living Legends.

### Grootschaliger projecten, 1982–1992
Van 1982 tot 1992 richtte hij zich op filmmuziek, Broadway musicals, en klassieke muziek. In 1982 produceerde hij de soundtrack voor de film The Last Unicorn, een animatie voor kinderen waarbij de groep America vijf nieuwe songs van hem uitvoerde: "The Last Unicorn", "Man's Road", "In the Sea", "Now That I'm a Woman", and "That's All I've Got to Say". De rest van het album bevat instrumentale muziek gecomponeerd en geleid door hemzelf. Datzelfde jaar componeerde hij de soundtrack voor alle afleveringen van de tv-serie Seven Brides for Seven Brothers.
Het thema voor de serie E/R (1984-85) werd geschreven door Webb. In 1985 nam Glen Campbell Webbs "Cowboy Hall of Fame" en "Shattered" op voor zijn album It's Just a Matter of Time. Toto en Kenny Rankin namen nummers van Webb op hun albums op. In 1989 bracht Linda Ronstadt het album Cry Like a Rainstorm, Howl Like the Wind uit, met vier songs van Webb, waarbij hij de pianobegeleiding deed. In 1990 en 1991 namen John Denver en Kenny Rogers ieder een nummer van hem op hun albums op.
In 1986 produceerde Webb een cantata, The Animals' Christmas, met Art Garfunkel, Amy Grant, en het London Symphony Orchestra. De cantata vertelt het verhaal van de geboorte van Jezus uit het perspectief van dieren.
In 1987 produceerde Webb de soundtrack van de film The Hanoi Hilton. Datzelfde jaar werkte hij weer samen met Campbell voor het album Still Within the Sound of My Voice, waar hij de titelsong voor schreef. Ze gaven dit een vervolg in 1988 met het album Light Years met bijna uitsluitend nummers van Webb.
In 1992 maakte hij de musical Instant Intimacy in samenwerking met het Tennessee Repertory Theatre. Ook in dat jaar trad hij op in de club Cinegrill, waar hij "What Does a Woman See in a Man" (uit de musical) en enkele nieuwe liedjes zong, zoals "Sandy Cove" en een oud volkslied, "I Will Arise".

### Solo artiest, vanaf 1993
Sinds 1993 heeft hij vijf solo-albums uitgebracht:
- Suspending Disbelief (1993)
- Ten Easy Pieces (1996)
- Twilight of the Renegades (2005)
- Just Across the River (2010)
- Still Within the Sound of My Voice (2013)

Daarnaast hield hij zich bezig met musicals, reclamejingles en filmmuziek.
In 1994 deed hij samen met Nanci Griffith "If These Old Walls Could Speak" voor het aids-benefietalbum Red Hot + Country.
In 1997 werkte hij mee aan Carly Simons album Film Noir. Het lied "Film Noir" schreef hij samen met Simon. Webb herhaalde deze werkzaamheden op Simons album uit 2008, This Kind of Love.
In 1998 schreef hij zijn eerste boek, Tunesmith: Inside the Art of Songwriting. Het werd in de branche goed ontvangen en werd een best-seller.
Na het jaar 2000 sprak hij openlijker over zijn terugkeer tot het christelijk geloof van zijn opvoeding en de rol die het speelt in zijn muziek. Naast zijn cantata, The Animals' Christmas, maakten religieuze songs deel uit van zijn albums - "Psalm One-Five-O", "Jerusalem", en "I Will Arise" zijn enkele voorbeelden - en zijn dichtwerk bevat Bijbelteksten. In een interview met Nigel Bovey (oktober 2007), redacteur van de The War Cry (de Amerikaanse versie van de Strijdkreet van het Leger des Heils), was hij expliciet over zijn hernieuwde geloof.

Zonder God zou ik geen lied kunnen schrijven. Natuurlijk zou ik afgezaagde zinnen en clichés kunnen produceren, maar om iets zinvols te schrijven moet ik in harmonie zijn met God. Hij is de grote bron, mijn inspiratie waarmee ik aansluiting moet hebben. Helaas heb ik zijn geschenk - het beantwoorde gebed - niet altijd gebruikt als ik had kunnen of moeten doen. Ik heb fouten gemaakt, dingen gedaan die ik niet had moeten doen.

Webb verklaarde dat hij in God gelooft en dat God belangrijk voor hem is. "God is groter dan enige specifieke stroming. Ik houd er niet van als mensen proberen hem in te perken. Ik stel geen grenzen aan hem."
In 2007 bracht hij een livealbum uit van zijn show Live and at Large, opgenomen in het Verenigd Koninkrijk. Het album bevatte persoonlijke verhalen en anekdotes over Richard Harris, Waylon Jennings, Harry Nilsson, Glen Campbell, Art Garfunkel, Frank Sinatra en Rosemary Clooney.
In juni 2010 bracht hij Just Across the River uit, een album met opnieuw gearrangeerde Webb-songs door een tiental gastuitvoerenden, zoals Jackson Browne, waarmee hij samen opnieuw P.F. Sloane opneemt (zij het nu anders gespeld).
In 2011 werd Webb unaniem verkozen tot voorzitter van de Songwriters Hall of Fame, hij verving Hal David die zich na tien jaar van die positie terugtrok.
In mei 2012 reisde Webb naar Londen om de Ivor Novello Special International Award in ontvangst te nemen, die niet-Britse schrijvers en componisten eert die een grote bijdrage hebben geleverd aan het muzikale wereldtoneel. In september 2012 bracht Fantasy Records Glen Campbell and Jimmy Webb: In Session uit. Het album en bijbehorende dvd werden opgenomen in december 1983 in de Hamilton, Ontario studios van CHCH-TV.
Webb zet zijn optredens voort, in de Verenigde Staten en daarbuiten. In 2017 publiceerde hij een autobiografie The Cake and the Rain: A Memoir.

## Privéleven
Een tijdelijke relatie in 1965 met Susan Horton was de oorzaak van twee van zijn vroege nummers, "MacArthur Park" en "By the time I get to Phoenix". Horton trouwde later met Robert Ronstadt, een neef van zangeres Linda Ronstadt.
In 1974 trouwde Webb met de 19 jaar oude Patricia 'Patsy' Sullivan, een covergirl-model en jongste dochter van filmacteur Barry Sullivan en Zweedse actrice en model Gita Hall. De twee ontmoetten elkaar bij een fotosessie voor de cover van het tijdschrift Teen toen zij 12 jaar oud was. Gezegd wordt dat hun leeftijdsverschil in die tijd kritiek in de pers opleverde. Hun 18 maanden oude zoontje, geboren toen Patsy nog minderjarig was, was op de trouwdag aanwezig. Later kregen ze nog vier zoons en een dochter. Twee zoons vormden later een rock band, "The Webb Brothers", waar de derde zoon later ook bijkwam. The Webb Brothers behaalden behoorlijke successen en hadden veel aanhang in Europa. In 2009 werkten Webb en zijn zoons samen aan het album Cottonwood Farm. Sullivan en Webb scheidden na 22 jaar huwelijk. Webb stopte enkele jaren na de scheiding met alcoholgebruik en begon weer met optreden.
In 2004 huwde Webb Laura Savini, die op de nationale televisiezender PBS een programma had. Van 1996 tot 2011 was Savini vice-president Marketing en Communicatie bij "WLIW", een PBS-station in New York.
Ze ontmoetten elkaar voor het eerst op oudejaarsavond 1999 achter de schermen bij Billy Joels "The Millennium Concert" in Madison Square Garden. Savini interviewde Webb daarna in haar lokale televisieshow waarna ze vaker afspraken. Ze gingen wonen aan de noordkust van Long Island. Savini en Webb hebben geen kinderen. Ze is actief betrokken bij zijn carrière.
- Bibsys: 3052872
- Bibliothèque nationale de France: cb14823389n (data)
- Gemeinsame Normdatei: 13455194X
- International Standard Name Identifier: 0000 0000 8112 7265
- Library of Congress Control Number: n91050272
- Nationale Bibliotheek van Letland: 000080300
- MusicBrainz: 04e296d1-ab98-46e9-ba88-a42b5024e518
- Nationale Bibliotheek van Tsjechië: js20020218006
- Nationale Bibliotheek van Israël: 987007271795005171
- Nederlandse Thesaurus van Auteursnamen: 099058626
- Système universitaire de documentation: 220137277
- Virtual International Authority File: 33636158